# Le ciel lui tombe sur la tête
Le ciel lui tombe sur la tête est le trente-troisième album de la bande dessinée Astérix, publié le 14 octobre 2005, scénarisé et dessiné par Albert Uderzo.

## Résumé
Lors d'une chasse dans la forêt, Astérix, Obélix et Idéfix découvrent que tous les sangliers ont été figés. Pensant que quelque chose d'anormal se passe, ils retournent au village et remarquent que tous les habitants sont eux aussi dans le même état, excepté le druide Panoramix. Ils comprennent rapidement qu'ils ont eux-mêmes été protégés de cette étrange métamorphose grâce à la potion magique (Astérix en a bu avant de partir à la chasse au sanglier, Panoramix en a goûté une marmite qu'il venait de préparer, Obélix est, comme on le sait, tombé dedans étant petit et ce dernier en a fait avaler quelques gouttes à Idéfix) sans toutefois connaître la cause de ce phénomène.
Soudain, ils découvrent qu'une gigantesque boule dorée métallique survole le village gaulois. Un petit extraterrestre violet, nommé Toune, débarque de la boule, avec son armée de superclones volants. Après avoir éloigné son vaisseau du village pour « défiger » les habitants, du fait qu'il avait oublié d’éteindre son champ anti-collision, Toune explique qu'il souhaite obtenir de la potion magique, afin de combattre son ennemi Nagma.
Ce dernier débarque également, à bord de sa fusée, dans un camp romain voisin dirigé par le centurion Avantipopulus, qui lui indique la direction du village gaulois. Quand il y arrive, son vaisseau brûle accidentellement la maison d'Assurancetourix.
La bataille opposant les superclones de Toune et les robots du Nagma (les Goelderas), se déroule au-dessus du village. Toune prend l'ascendant sur le Nagma avec l'aide des Gaulois. Les deux chefs se mettent d'accord pour obtenir la potion magique, mais elle se révèle inefficace sur leurs organismes. Furieux, le Nagma tente de kidnapper Panoramix, mais il est stoppé par Toune qui l'empêche de faire décoller sa fusée grâce à sa sphère géante. Le Nagma se voit alors contraint de relâcher Panoramix puis repart dans son monde, brûlant au passage accidentellement le bateau des pirates. Les Romains, croyant le village détruit par le Nagma, attaquent les Gaulois, qui les assomment ; Toune subit des effets secondaires de la potion magique en devenant momentanément géant.
Avant de repartir, Toune fait une manœuvre pour effacer les souvenirs des témoins des événements. Privés du souvenir du passage des extraterrestres, les Gaulois organisent un banquet final sans raison apparente, durant lequel Assurancetourix teste l’acoustique de sa nouvelle hutte reconstruite.

## Personnages principaux
- Les habitants du village gaulois, dont :
  - Astérix, guerrier,
  - Obélix, livreur de menhir,
  - Idéfix, chien d'Obélix,
  - Cétautomatix, forgeron,
  - Ordralphabétix, poissonnier,
  - Iélosubmarine, poissonnière, épouse d'Ordralphabétix,
  - Bonemine, épouse d'Abraracourcix,
  - Abraracourcix, chef du village,
  - Panoramix, druide,
  - Assurancetourix, barde,
  - Agecanonix, vieillard,
  - épouse d'Agecanonix ;
- Toune, extraterrestre violet tadsylwien venant de la Tadsylwine ;
- un superclone tadsylwien ;
- deux légionnaires romains ;
- Avantipopulus, centurion romain ;
- un extraterrestre Nagma venant de Gmana ;
- des robots-soldats nagmas appelés Goelderas ;
- autres superclones tadsylwiens ;
- Les pirates, dont : 
  - Barbe-Rouge (non nommé), chef des pirates,
  - Triple-Patte, pirate unijambiste disant des citations latines,
  - Baba, vigie des pirates.

## Analyse

### Comics contre mangas, États-Unis contre Japon
L'album parodie la (supposée) lutte entre deux styles de bandes dessinées : les comics américains et les mangas japonais.

#### Tadsylwiens de la Tadsylwine
L'extraterrestre tadsylwien Toune est une parodie de Mickey Mouse, ayant sa stature et son visage, mais sans la truffe ; le mot « Toune » lui-même est un homophone de Toon. Son costume violet (qui a deux boutons jaunes comme la culotte de Mickey Mouse) devient noir (Astérix lui dit que cette couleur lui va bien), en référence aux couleurs originales de Mickey.
Les « superclones » qui l'accompagnent sont des parodies de super-héros américains sortant tous du même moule (principalement Superman), et ont la tête d'Arnold Schwarzenegger rappelant Terminator. Ils portent un anneau avec une pierre verte brillante, allusion au héros Green Lantern. Toune ajoute qu'on peut les cloner en chauve-souris ou en araignée, par allusion à Batman et Spiderman.
Toune et les superclones viennent d'une étoile appelée « Tadsylwine », anagramme de « Walt Disney ».
Le nom du chef des Tadsylwiens, cité par Toune, est « Hubs », anagramme de « Bush », un président des États-Unis. Leur galaxie est constituée de cinquante étoiles, en référence aux cinquante États des États-Unis d'Amérique.
Les Tadsylwiniens se nourrissent de « chiens-chauds », qui ont l'apparence de hot-dogs (littéralement « chien-chaud »). Ce jeu de mots a déjà été utilisé dans La Grande Traversée.
Lorsque les Tadsylwiniens ordonnent au Nagma de partir après avoir détruit son vaisseau, le chef nagma dit : « Oui, mais elle beaucoup moins bien marcher maintenant ! » : c'est un hommage au film Le Corniaud (1965).
Toune veut confisquer la potion magique des Gaulois car elle représente un danger pour l'univers si elle reste aux mains d'un peuple « primitif », par analogie avec l'affaire des prétendues armes de destruction massive en Irak en 2003. Toune, bien qu'amical et gentil, se montre aussi arrogant et enclin à la force lorsqu'il est en colère.

#### Nagmas de Gmana
Les Nagmas sont des parodies de personnages de mangas japonais. Leur nom est une anagramme de manga, tout comme leur planète appelée « Gmana ».
On ne rencontre que le chef de l'invasion, dont on ignore le nom. Il est jaune aux yeux bridés, caricature d'Asiatique. Il porte une armure dorée ressemblant à celle portée notamment par Les Chevaliers du Zodiaque. Son masque a de gros yeux bigarrés qui rappellent ceux des personnages de manga. Il attaque Obélix avec des prises d'arts martiaux, et il parle en "petit nègre" (« Moi vouloir faire paix avec petits hommes de Terre ! »), allusion caricaturale à une manière de parler le français qui est aussi celle des Orientaux (Japonais, Chinois).
Son vaisseau-mère et ses robots-soldats volants ressemblent au robot Goldorak dans le manga du même nom (ils ont notamment des cornes). Les robots volants s'appellent les « Goelderas » (mot-valise formé de « Goldorak » et « gueule de rat »). L'aspect du vaisseau tranche avec celui de Toune, simple boule volante en métal doré.
Toune fournit aux Gaulois les raisons de leur belligérance : « Les Nagmas sont envieux et vindicatifs ! Ils nous copient, mais ils sont moins avancés que nous sur les connaissances scientifiques !  », ce qui est une référence au vieux cliché selon lequel les Japonais copieraient les produits industriels des autres pays, par le biais d'espions se faisant passer pour des touristes.

### Personnages
Obélix dit qu'il n'aurait pas de problème pour grimper sur la fusée nagma, en rappelant comment il avait grimpé sur le Sphinx de Gizeh dans Astérix et Cléopâtre. Il est étrange qu'il parle ouvertement de cet incident qui a été très embarrassant pour lui à l'époque.
Le centurion Avantipopulus a les traits de Benito Mussolini. Son nom fait référence à Avanti popolo (« En avant le peuple »), paroles de la chanson Bandiera rossa, chant révolutionnaire italien.

### Conception
Album à part dans la série des aventures d'Astérix, Le Ciel lui tombe sur la tête ne reprend pas la plupart des codes habituels des histoires du petit Gaulois, mettant en scène des ovnis et des super-héros américains, c'est-à-dire de la science-fiction dans le contexte de la Gaule antique.
Albert Uderzo explique son intention de dénoncer l'impérialisme culturel : « L'idée m'en est venue par le fait de la déconsidération que je porte à certains pays dans le monde qui ferment leurs frontières à tout ce qui vient frapper à leur porte, et par contre qui nous inondent de leurs produits. Je veux parler principalement des USA et du Japon. L'un avec ses Superman et l'autre avec ses mangas. C'est ce que j'ai voulu traduire dans ce nouvel et dernier épisode d'Astérix en imaginant des personnages venus d'un monde interstellaire par des moyens de fusées qui débarquent inopinément en Gaule. C'était mon seul moyen de parler des Américains et des Japonais en jouant sur leur anagramme. ». Il reproche aux critiques de ne pas avoir compris le message. Uderzo explique d'ailleurs qu'il voulait parodier les États-Unis en partie à cause de la direction que prenait le pays avec son président George W. Bush.
La couverture de l'album est une représentation inversée de celle du premier album de la série, Astérix le Gaulois, le Romain étant remplacé par un éclair qui se transforme en boule de feu après avoir été frappé par le poing d'Astérix.
Uderzo a rendu sur la première page de l'album un hommage à son frère Bruno Uderzo (1920-2004), et a écrit à la dernière page que cet album est un hommage à Walt Disney.
Uderzo s'inspire, pour le titre de l'album, du récit d'Arrien sur l'expédition d'Alexandre le Grand en Thrace. Recevant une délégation de Celtes venus lui proposer une alliance, Alexandre leur demande ce qu'ils craignent le plus au monde. Ils disent que c'est la chute du ciel (Anabase d'Alexandre, I, 4, 7), considéré dans leur mythologie comme une sorte de couvercle solide posé sur la terre - Alexandre s'attendait à ce qu'ils lui répondent son propre nom.[réf. nécessaire]
Tout comme Hergé dans Vol 714 pour Sydney, Uderzo met son album entre parenthèses dans l'histoire de la série Astérix, en faisant oublier à tous les personnages du village les actions qui viennent de se passer, tout en reprenant le thème des extraterrestres.
L'album casse des codes de la série : son titre est une phrase verbale (tout comme Comment Obélix est tombé dans la marmite du druide quand il était petit, qui est un hors-série) ; le récit commence sur une page de gauche au lieu d'une page de droite, et il introduit des éléments de science-fiction, ce dernier point semblant être la cause de son échec tant il sort de l'esprit et de l'univers de la série selon les lecteurs.

### Chansons
- Si j'avais un marteau…, chanté par Assurancetourix, parodiant la chanson Si j'avais un marteau de Claude François.
- Crac ! Boum ! Huuue !, chanté par Assurancetourix, parodiant la chanson Les Play-Boys de Jacques Dutronc.

### Citation latine
- Nihil conveniens decretis ejus (Rien qui soit conforme à sa doctrine) : phrase prononcée par le pirate Triple-Patte.

## Tirage
Le 14 octobre 2005, huit millions d'exemplaires de l'album sortent dans 27 pays (dont 3,2 millions en France) et en 13 langues. Les albums sont tous numérotés à l'imprimerie.

## Accueil
Le Ciel lui tombe sur la tête est l'album d'Astérix qui reçoit le plus mauvais accueil de toute la série, de la part de la critique et du public. « Le ciel lui est bien tombé sur la tête » et « C'est sur sa propre tête que le ciel est tombé » sont les expressions qui reviennent le plus souvent dans les micro-trottoirs. La plupart des lecteurs le qualifient de « pire album d'Astérix ».
La Libre Belgique juge qu'Uderzo « s'égare », tandis que la RTBF considère qu'il « dénature complètement l'univers d'Astérix et Obélix ».
En France, le 21 octobre 2005, Daniel Schneidermann affirme dans Libération que « le dernier album d'Astérix, hélas, est mauvais » avant d'étudier les causes possibles du silence supposé de la presse écrite et télévisée française sur ce fait (de nombreux reportages comportent pourtant des micro-trottoirs très critiques, comme indiqué plus haut).
L'album est critiqué par les amateurs de bandes dessinées japonaises et américaines pour le côté jugé gratuit, injustifié et peu subtil de son message anti-manga et anti-comics.
En février 2006, dans une chronique parue dans Suprême dimension, Didier Pasamonik se moque de ces critiques en écrivant que cet album « n'abolira pas la réussite incontestable de cette série ». Il estime que le fait que Toune supprime tout souvenir de l'aventure dans la mémoire des Gaulois « est un méta-commentaire de l'album » : les lecteurs peuvent effacer cet album à thèse.
Selon les Éditions Albert-René, 800 000 exemplaires de cet album se sont vendus dans les trois jours suivant sa sortie.
Toujours selon l'éditeur, début 2006, il s'était écoulé 2 400 000 albums sur les 3 millions imprimés. Il semblerait que le chiffre réel, après retour des invendus, soit bien inférieur et n'ait pas dépassé la moitié du tirage (1 300 000 albums vendus)[réf. nécessaire]. Le 33e album d'Astérix s'avère donc être un échec commercial, en regard des chiffres de vente que cette série a l'habitude de faire,.